# David Ruffin
Davis Eli "David" Ruffin (n. 18 ianuarie 1941 - d. 1 iunie 1991) a fost un cântăreț și muzician soul american cel mai cunocut ca unul dintre principalii vocaliști ai trupei The Temptations din 1964 până în 1968. A fost vocea principală pe cântece celebre ca My Girl și Ain't to Proud to Beg. Ruffin a fost inclus în topul celor mai buni 100 de cântăreți ai tuturor timpurilor, top realizat de revista Rolling Stone în 2008. A fost inclus în Rock and Roll Hall of Fame în 1989 pentru activitatea sa cu Temptations.

## Discografie
- My Whole World Ended (1 mai 1969)
- Feelin' Good (noiembrie 1969)
- David (25 iunie 2004)
- David Ruffin (februarie 1973)
- Me 'N Rock 'N Roll Are Here to Stay (decembrie 1974)
- Who I Am (1 octombrie 1975)
- Everything's Coming Up Love (1 mai 1976)
- In My Stride (1 iunie 1977)
- So Soon We Change (1979)
- Gentleman Ruffin (1980)

## Legături extrerne
- David Ruffin la Internet Movie Database
- David Ruffin la Allmusic
- David Ruffin la Find a Grave